# Carl Hasenpflug

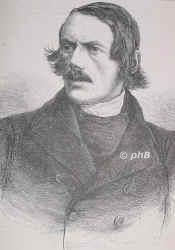
Carl Hasenpflug, Illustrierte Zeitung, 1857

Georg Carl Adolph Hasenpflug (* 23. September 1802 in Berlin; † 13. April 1858 in Halberstadt) war ein deutscher Maler.

## Leben
Carl Hasenpflug erlernte zunächst, wie sein Vater, den Beruf des Schuhmachers. 1820 konnte er jedoch in der Werkstatt von Carl Wilhelm Gropius in Berlin eine Lehre als Dekorationsmaler aufnehmen. Hierbei hatte er auch Kontakt zu dem dort tätigen Karl Friedrich Schinkel. Hasenpflug widmete sich dann verstärkt der Architekturmalerei und besuchte zeitweise – mit Unterstützung Friedrich Wilhelms III. – die Berliner Akademie.
Von Berlin ging Hasenpflug zunächst nach Leipzig. Ab 1830 lebte und arbeitete er jedoch in Halberstadt. Hasenpflug wurde durch seine detaillierten und authentischen Architekturgemälde ein sehr gefragter Maler. Schwerpunkt seiner Arbeiten, die häufig als Auftragswerke entstanden, waren insbesondere Kirchenbauten. So malte er den Magdeburger Dom, den Erfurter Dom, den Dom zu Halberstadt und St. Peter und Paul (Brandenburg an der Havel).
Von 1832 bis 1836 bearbeitete Hasenpflug einen Auftrag in Köln und begegnete hierbei Carl Friedrich Lessing. Hasenpflug erhielt durch Lessing Anregungen, die ihn dazu führten, sich von der in Berlin gepflegten realistisch-nüchternen Darstellung der Architektur abzulösen und einen romantisch-verklärenden Stil im Sinne der Düsseldorfer Schule zu verfolgen. Es entstanden in der Folge viele Werke mit, häufig winterlichen, Motiven, wie Ruinen und Kapellen.
Hasenpflug gehörte zusammen mit Eduard Gaertner, Johann Erdmann Hummel und Johann Heinrich Hintze zu den bedeutendsten deutschen Architekturmalern seiner Zeit.
Die Stadt Magdeburg benannte die Hasenpflugstraße ihm zu Ehren. Eine gleichnamige Straße gibt es auch in Halberstadt.

## Werke

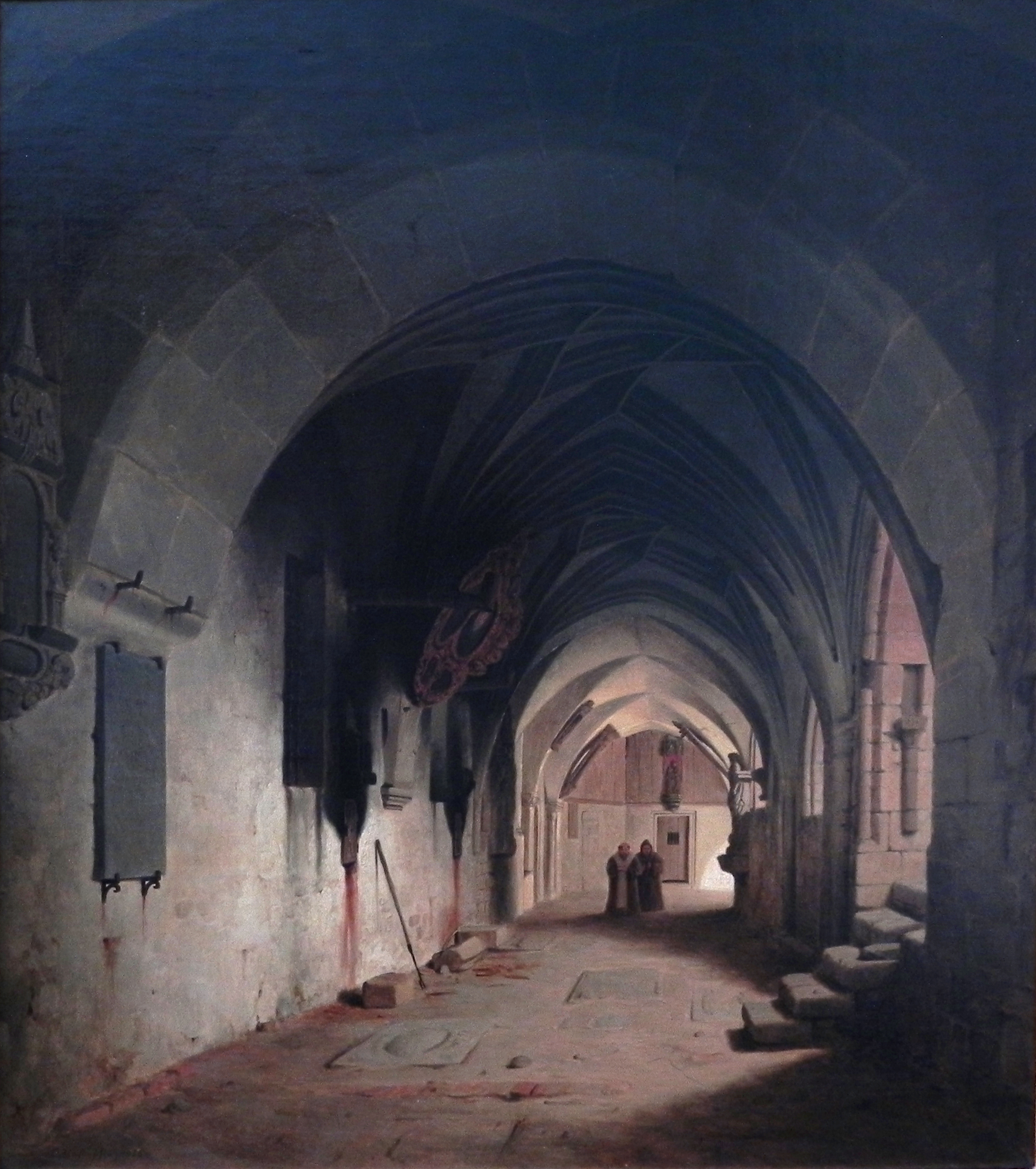
Kreuzgang am Dom zu Halberstadt, 1836, Alte Nationalgalerie Berlin

Eine große Zahl von Hasenpflugs Werken wurde 2002 in Halberstadt gezeigt. Viele seiner Bilder fertigte in mehreren Varianten an.
- Gotische Kathedrale, 1824 oder früher, Stiftung Preußische Schlösser und Gärten Berlin-Brandenburg, ausgestellt im Neuen Pavillon, Schloss Charlottenburg, Berlin
- Gendarmenmarkt Berlin, 1824, Öl auf Leinwand, 84 × 131,7 cm, Privatbesitz.[1] Mit diesem Gemälde feierte Hasenpflug sein Debüt auf der Berliner Akademie-Ausstellung 1822.
- Graupen bei Teplitz, Öl auf Leinwand, 1824 (?), H52 × B69 cm, Stiftung Preußische Schlösser und Gärten Berlin-Brandenburg, Potsdam[1]
- Die Domkirche in Berlin, 1825, Öl auf Leinwand, 58,5 × 76 cm, Märkisches Museum Berlin.[2] Das Gemälde zeigt den um die Mitte des 18. Jahrhunderts nach Plänen von Johann Boumann d. Ä. erbauten, später von Karl Friedrich Schinkel umgestalteten alten Berliner Dom, der 1890 abgerissen wurde. (Bild in der Galerie)
- Der Dom zu Erfurt Ansicht von Südwesten, 1826, Öl auf Leinwand, H59,5 × B77,5 cm, Städtisches Museum Halberstadt[1]
- Dom und Severikirche Erfurt, 1827 (?), Öl auf Leinwand, H60 × B80 cm, Stiftung Preußische Schlösser und Gärten Berlin-Brandenburg, Potsdam[1]
- Die Garnisonkirche in Potsdam, 1827, Öl auf Kupfer, H63,3 × B81,3 cm, Stadtmuseum Berlin[3]
- Dom zu Erfurt, 1827, Öl auf Leinwand, H44,3 × B57,6 cm, Alte Nationalgalerie Berlin[4]
- Romanische Kirchenruine, 1827 (?), Öl auf Malpappe, H30 × B23,6 cm, Privatbesitz[1]
- Blick auf die Westfassade des Mageburger Doms, 1827, Öl auf Leinwand, H115 × B91,5 cm, Evangelisches Konsistorium, Magdeburg[1]
- Dom zu Brandenburg, 1828, Öl auf Leinwand, H66,5 × B51 cm, Stadtmuseum Berlin[1]
- Der Magdeburger Dom von Nordosten (Der Magdeburger Dom von der Wallseite), 1828, Öl auf Leinwand, H96,5 × B114,5 cm, Kulturhistorisches Museum Magdeburg[1]
- Der Lettner im Halberstädter Dom (Ansicht des Bischofsstuhls im Dom zu Halberstadt), 1828, Öl auf Leinwand, H44,3 × B57,6 cm, Alte Nationalgalerie Berlin[5]
- Blick von Südwesten in das Langhaus des Mageburger Doms, 1829, Öl auf Leinwand, H115 × B91,3 cm, Evangelisches Konsistorium, Magdeburg[1]
- Brückenturm zu Prag, 1829, Öl auf Leinwand, H38,5 × B28 cm, Privatbesitz[1]
- Nordwestportal der Godehardikirche, 1830, Öl auf Pappe kaschiert, H30,5 × B34 cm, Dommuseum Hildesheim[1]
- Mittelalterliche Stadt, 1830, Öl auf Leinwand, H91 × B122 cm, Hamburger Kunsthalle[1]
- Der Marktplatz zu Halberstadt, nach der Natur (Holzmarkt zu Halberstadt), 1830, Öl auf Leinwand, H82 × B118 cm, Städtisches Museum Halberstadt[1]
- Blick vom Bullerberg auf Halberstadt, 1830, Öl auf Leinwand, H40 × B52,5 cm, Städtisches Museum Halberstadt[1]
- Magdeburg. Jakobikirche vor der Zerstörung, 1831, Öl auf Leinwand, H15,2 × B19 cm, Kulturhistorisches Museum Magdeburg[1]
- Magdeburg. Jakobikirche vor Süden, 1831, Öl auf Leinwand, H16 × B20 cm, Kulturhistorisches Museum Magdeburg[1]
- Zerstörung Magdeburgs - Stadtansicht von Cracau aus gesehen, 1831, Öl auf Leinwand, H125 × B203 cm, Kulturhistorisches Museum Magdeburg[1]
- Magdeburg - Stadtansicht von Südosten mit Friedrich-Wilhelms-Garten, 1831, Öl auf Leinwand, H125 × B203 cm, Kulturhistorisches Museum Magdeburg[1]
- Innenansicht des Halberstädter Doms, 1832, Öl auf Leinwand, H87 × B71,5 cm, Städtisches Museum Halberstadt[1]
- Weserlandschaft bei Allersheim - Oelzen, 1832, Öl auf Leinwand, H105,5 × B147,5 cm, Herzog-Anton-Ulrich Museum, Braunschweig[1]
- Kathedrale am Rhein, 1834, Öl auf Leinwand, H49 × B60 cm, Privatbesitz[1]
- Ansicht von Marburg, 1832, Öl auf Leinwand, H105,5 × B147,5 cm, Universitätsmuseum für Kunst und Kulturgeschichte, Marburg
- Das Bodetal, 1834, Öl auf Leinwand, H73 × B95 cm, Städtisches Museum Halberstadt[1]
- Nordöstliche Ansicht des Domes zu Halberstadt, 1834, Öl auf Leinwand, H105,5 × B138 cm, Privatbesitz[1]
- Aussicht aus dem Domturme zu Halberstadt, wohl 1835, Villa Hammerschmidt, Bonn[1]
- Südliches Seitenschiff des Magdeburger Doms, 1836, Öl auf Leinwand, H34,3 × B24 cm, Altonaer Museum, Hamburg[1]
- Der Kölner Dom. Idealansicht in antizipierter Vollendung, 1832–1836, Öl auf Leinwand, H196 × B150,5 cm, Kölnisches Stadtmuseum[1]
- Blick auf eine gotische Ruine, 1836, Öl auf Holz, H49,2 × B62 cm, Privatbesitz[1]
- Rheinlandschaft, 1836, Öl auf Leinwand, H48 × B62 cm, Privatbesitz[1]
- Magdeburg, Ansicht von Nordosten, 1836, Öl auf Leinwand, H27,8 × B34,4 cm, Kulturhistorisches Museum Magdeburg[6]
- Kreuzgang am Dom zu Halberstadt (Am Dom zu Halberstadt. Zwei Mönche im südlichen Kreuzgang), 1827, Öl auf Leinwand, H44,3 × B57,6 cm, Alte Nationalgalerie Berlin[7]
- Innenansicht der Klosterkirche Huysburg, 1837, Öl auf Holz, H23,5 × B19,5 cm, Privatbesitz[1]
- Ansicht der Westfassade des Magdeburger Doms, 1837, Öl auf Leinwand, H116 × B92 cm, Kulturhistorisches Museum Magdeburg[8]
- Verschneiter Domkreuzgang, 1837, Öl auf Leinwand, H26 × B22,5 cm, Städtisches Museum Halberstadt[1]
- Klosterhalle im Stift Ilsenburg, Harz 1839, Öl auf Leinwand, H46 × B54 cm, Braunschweigisches Landesmuseum[1]
- Klosterruine im Winter, 1839, Öl auf Leinwand, H119 × B105 cm, Privatbesitz[1]
- Klosterhalle im Schnee, 1839, Öl auf Leinwand, H47 × B54 cm, Fürstlich Fürstenbergisches Archiv Donaueschingen[1]
- Klosterhalle bei Mondschein, 1839, Öl auf Leinwand, H61,6 × B52,5 cm, Privatbesitz[1]
- Klostergang im Winter, 1840, Öl auf Leinwand, H59,5 × B50,2 cm, Hamburger Kunsthalle[1]
- Ruine der Abtei Heisterbach, etwa 1840, Öl auf Leinwand, H73 × B84 cm, Siebengebirgsmuseum, Königswinter[9]
- Blick auf einen winterlichen Friedhof, 1841, Öl auf Leinwand, H27,3 × B31 cm, Privatbesitz[1]
- Kloster Walkenried im Winter, 1841, Öl auf Leinwand, H80 × B70 cm, Privatbesitz[1]
- Burgruine (Kirchenruine) im Winter, 1844, Öl auf Leinwand, H37 × B42,2 cm, Privatbesitz[1]
- Verfallene Kapelle, 1845, Öl auf Leinwand, H42,5 × B37 cm, Pommersches Landesmuseum, Greifswald[1]
- Klosterruine im Winter, 1845, Öl auf Leinwand, H67,5 × B79 cm, Museum Georg Schäfer, Schweinfurt[1]
- Klosterruine im Winter, 1847, Öl auf Leinwand, H37 × B42 cm, Privatbesitz[1]
- Burgruine, 1848, Öl auf Leinwand, H26,3 × B29,9 cm, Museum Georg Schäfer, Schweinfurt[1]
- Blick auf einen Kreuzgang, 1848, Öl auf Leinwand, H29 × B32 cm, Privatbesitz[1]
- Blick in den westlichen Teil des Kreuzgangs im Dom zu Halberstadt, 1849, Öl auf Leinwand, H37,5 × B42,5 cm, Anhaltinische Gemäldegalerie Dessau[1]
- Klosterruine im Schnee, 1849, Öl auf Leinwand, H37 × B42 cm, Museum für Kunst und Kulturgeschichte Dortmund[1]
- Kloster Walkenried (Klosterruine), 1850, Öl auf Holz, H89 × B75 cm, Niedersächsisches Landesmuseum, Hannover[1]
- Klosterhalle mit Blick auf Kirche und Burgberg, 1850 (?), Öl auf Leinwand, H98 × B113 cm, Privatbesitz[1]
- Kreuzgang am Dom zu Halberstadt, 1852, Öl auf Leinwand, H48,7 × B44,9 cm, Braunschweigisches Landesmuseum[1]
- Burgruine im Winter, 1852, Öl auf Leinwand, H45,5 × B47,5 cm, Privatbesitz[1]
- Burgruine im Schnee, 1852, Öl auf Leinwand, H35,5 × B41 cm, Städtisches Museum Halberstadt[1]
- Kirchenruine im Schnee, 1853, Öl auf Leinwand, H21 × B29 cm, Museum für Kunst und Kulturgeschichte Dortmund[1]
- Blick auf Burg Saaleck (Burgruine), 1857, Öl auf Leinwand, H64 × B76 cm, Städtisches Museum Halberstadt[1]
- Burgruine Saaleck, 1857, Öl auf Leinwand, H42,7 × B50,3 cm, Privatbesitz[1]

Einige seiner Gemälde sind dokumentarisch, fotografisch, oder druckgrafisch überliefert, deren Verbleib allerdings unbekannt ist, u. a.
- Ansicht von Magdeburg. Blick von Süden über die Elbwiesen auf die Stadt, 1831
- Felsenlandschaft mit kletternden Ziegen und Gärtchen über einer Höhlenwohnung, 1832, Öl auf Holz, H30,5 × B38,5 cm
- Klosterruine am Winterabend, 1838, Öl auf Leinwand, H93 × B70 cm
- Der Kreuzgang des Domes zu Halberstadt mit Blick auf den Klosterhof, Öl auf Holz, H21 × B19 cm
- Deutscher Dom
- Landschaft mit Brücke
- Dom zu Brandenburg, nach der Widerherstellung 1834-36, ehemals Evangelisches Konsistorium Brandenburg

Zu den Kriegsverlusten der Alten Nationalgalerie Berlin gehört Hasenpflugs Am Dom zu Halberstadt (Giebel des südlichen Kreuzschiffes), 1834, Öl auf Leinwand, H63 × B51 cm (1945 im Flakturm Zoo verschollen).
Die Stiftung Preußische Schlösser und Gärten Berlin-Brandenburg verzeichnet insgesamt sechs Kriegsverluste:
- Klosterruine im Winter bei untergehender Sonne, 1838 erworben, Öl auf Leinwand, ca. H99,5 × B128 cm
- Der Magdeburger Dom von Nordosten, 1828, Öl auf Leinwand, H96 × B115 cm
- Marktplatz (Holzmarkt) in Halberstadt, 1832, Öl auf Leinwand, H82 × B120 cm (eine Wiederholung für König Friedrich Wilhelm III des o. g. Der Marktplatz zu Halberstadt, nach der Natur (Holzmarkt zu Halberstadt))
- Westseite des Magdeburger Domes, 1826, Öl auf Leinwand, H120 × B82 cm
- Klosterruine im Winter bei untergehender Sonne, 1846 erworben, Öl auf Leinwand, H70 × B80 cm
- Eingang zum Schlossgarten in Teplitz, Öl auf Leinwand, H37 × B53 cm (Zuschreibung an Hasenpflug ungewiss)

## Galerie

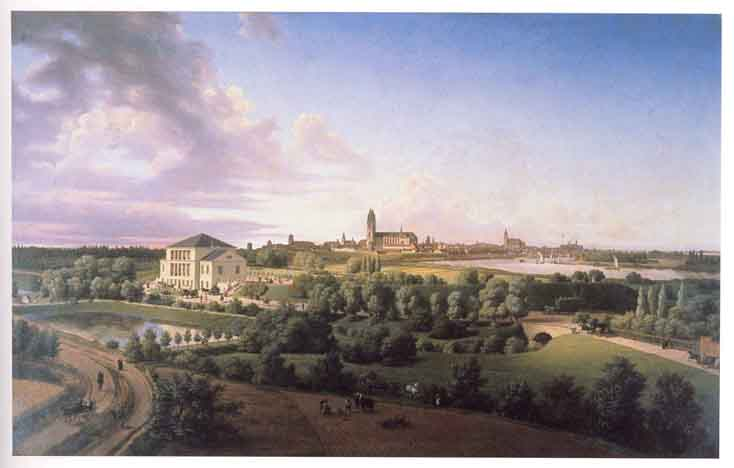
Magdeburg, Stadtansicht von Südosten, 1831
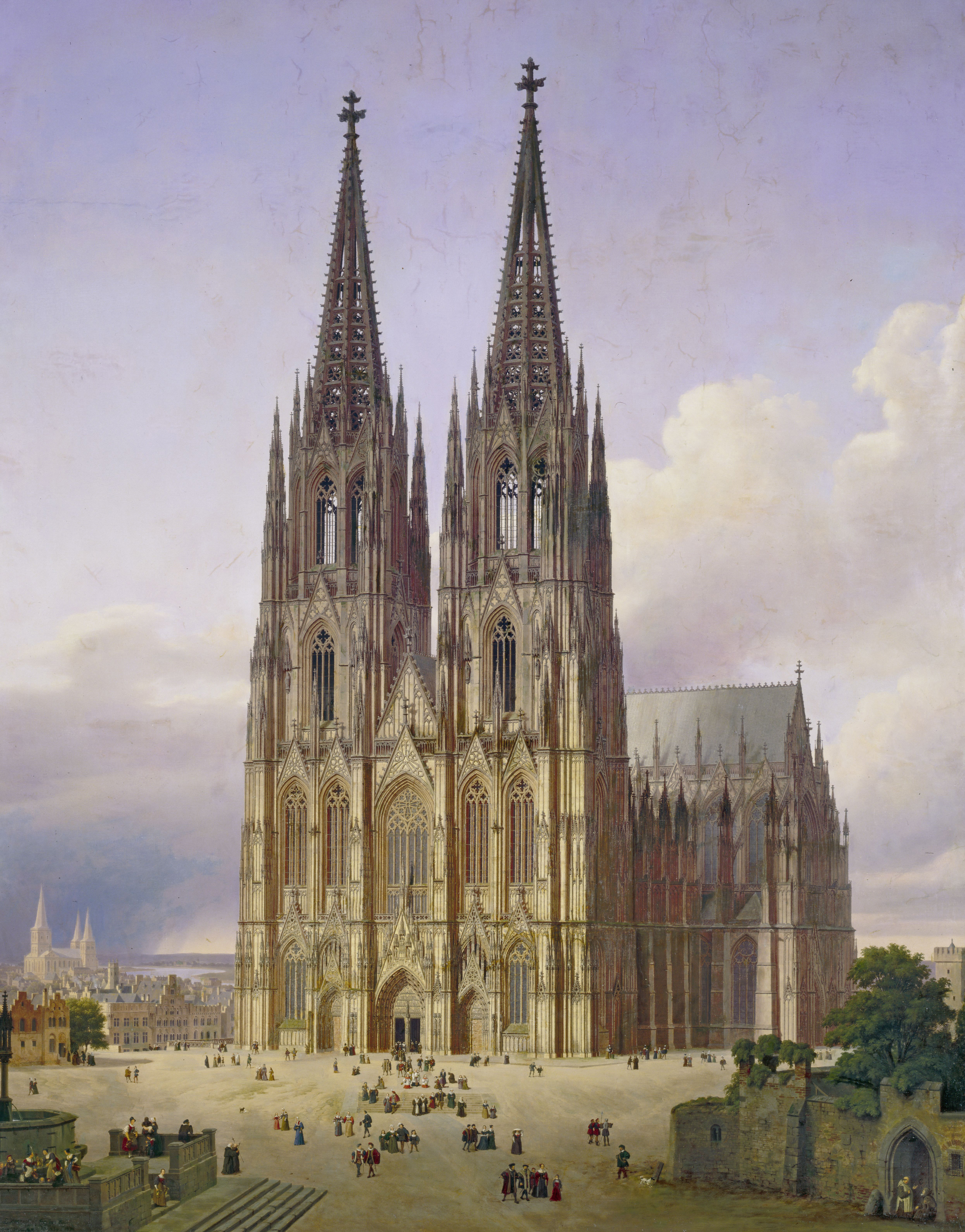
Idealansicht des Kölner Doms, 1834–1836
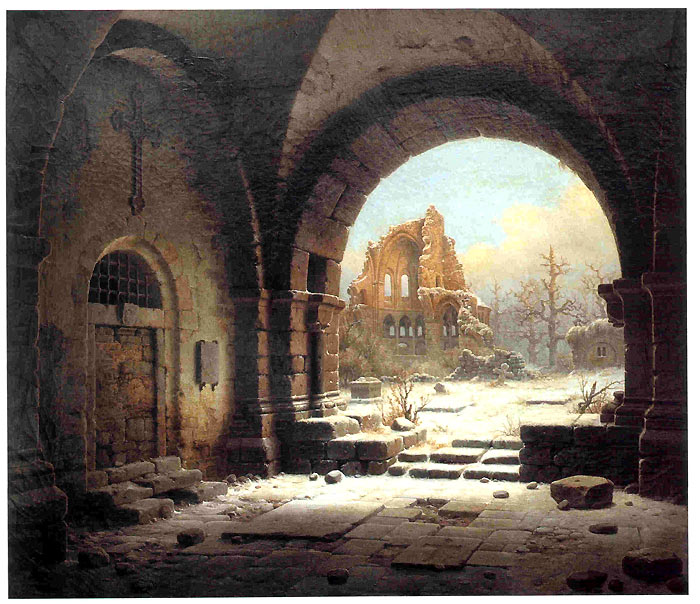
Chorruine Heisterbach, 1840
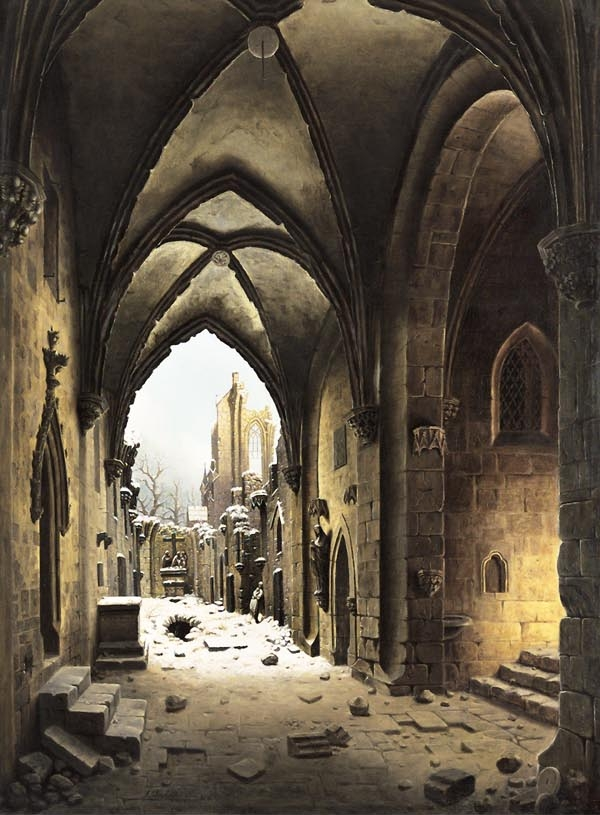
Kloster Walkenried/Harz, 1842
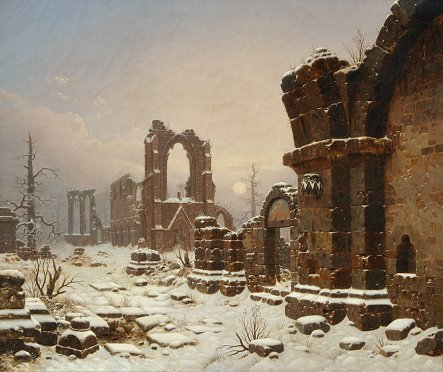
Kloster Walkenried im Schnee
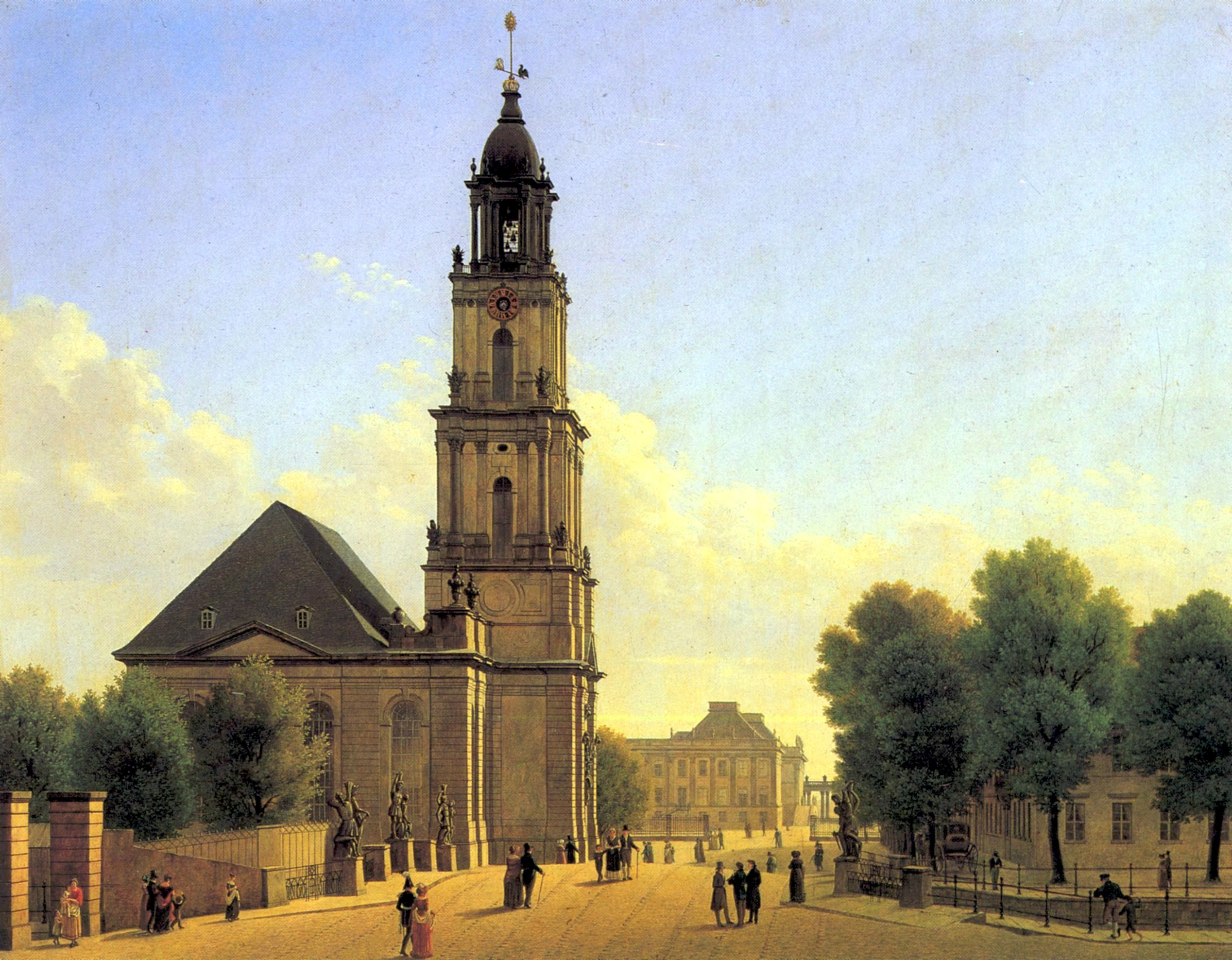
Garnisonkirche Potsdam mit Blick auf das Schloss 1827
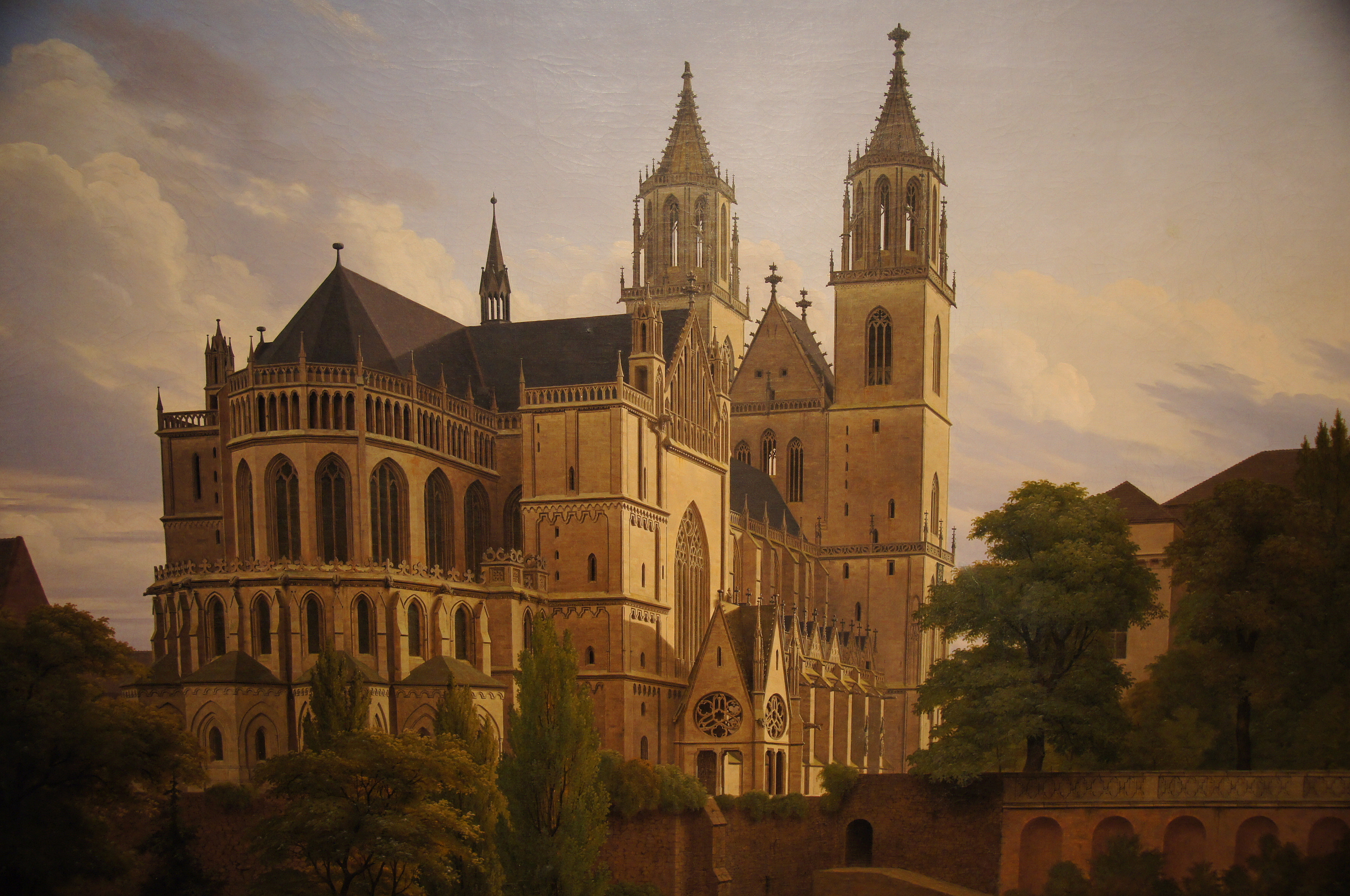
Magdeburger Dom 1828
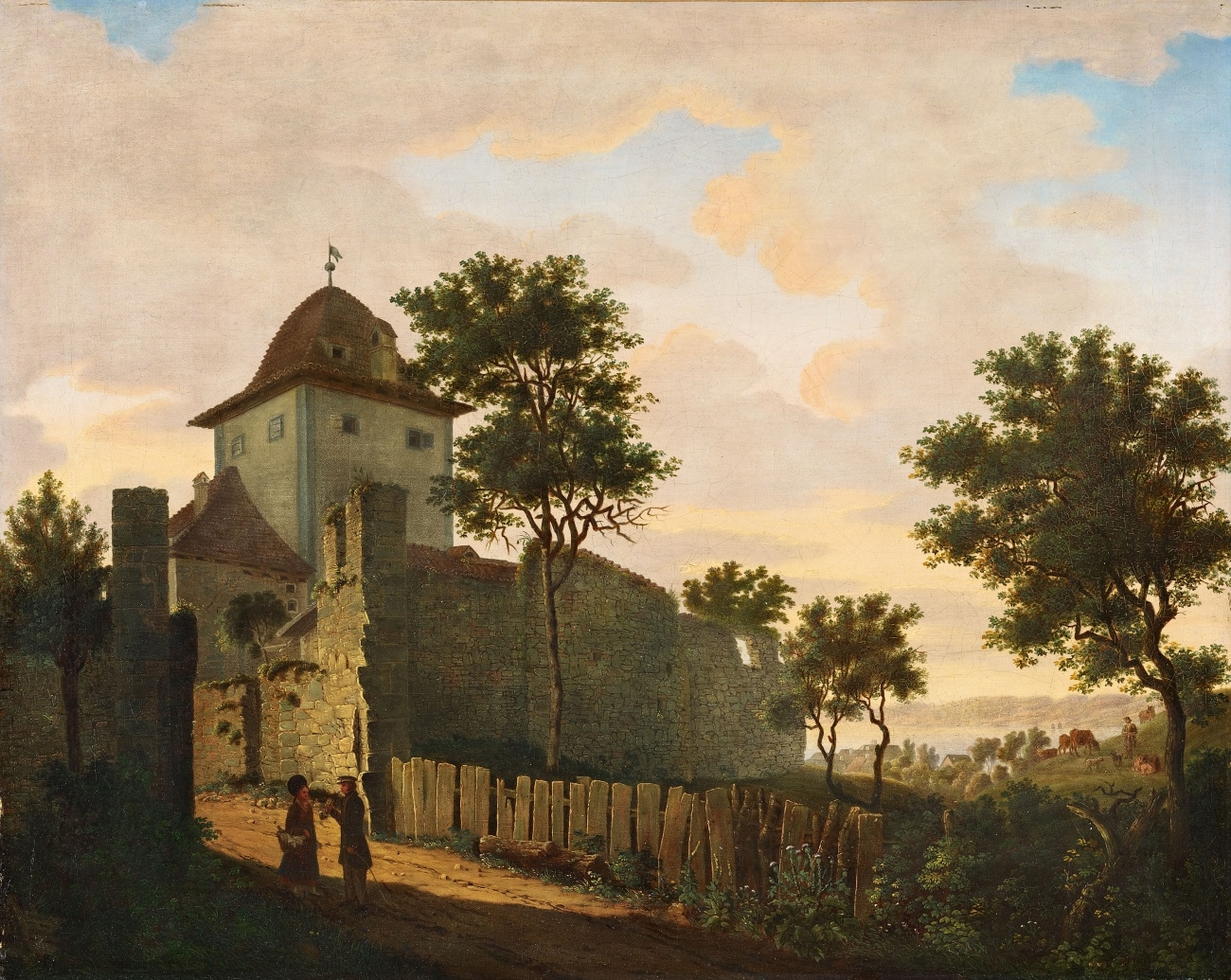
Stadtturm Überlingen, um 1824
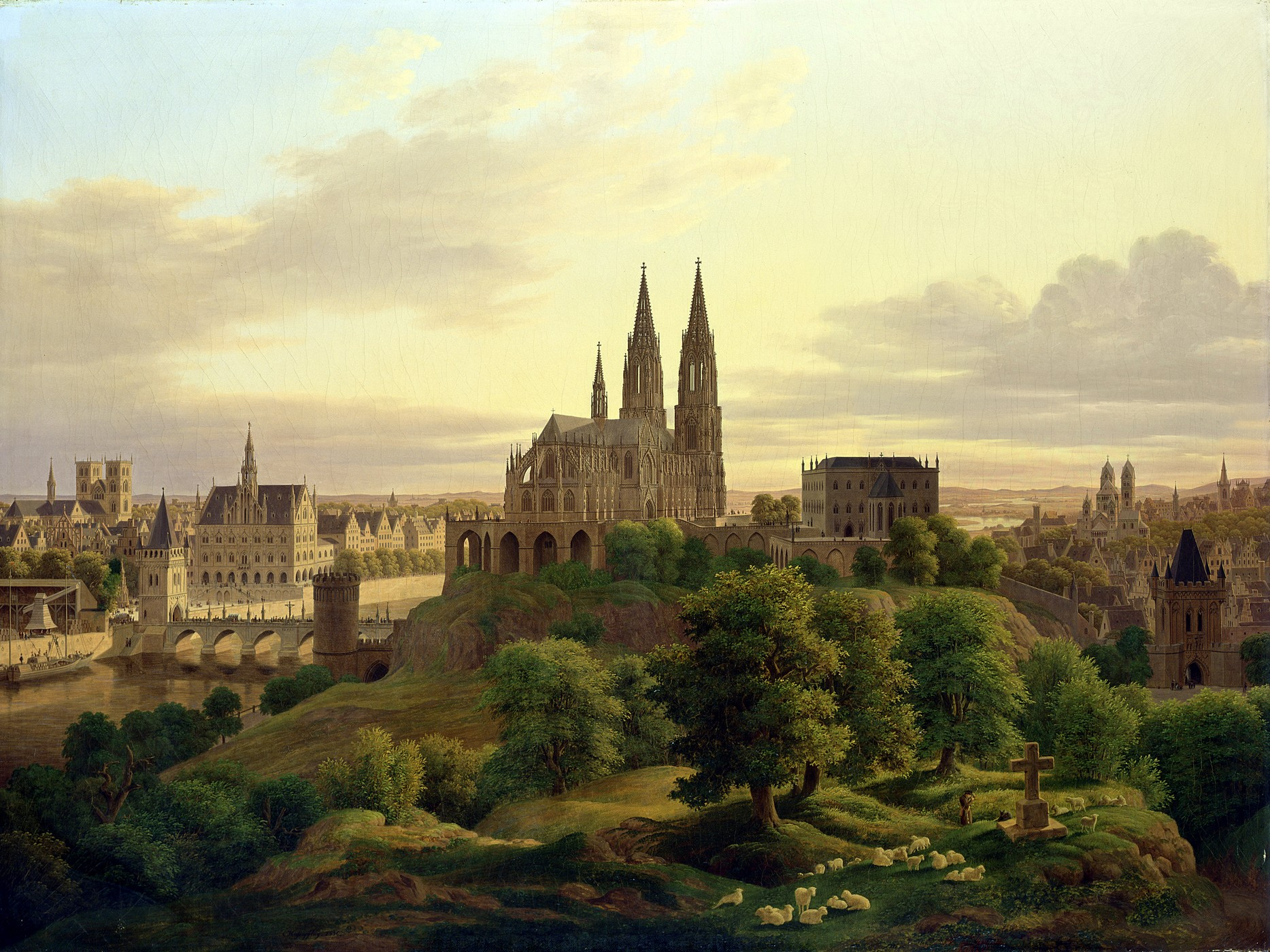
Mittelalterliche Stadt, Idealansicht, 1830, Kunsthalle Hamburg
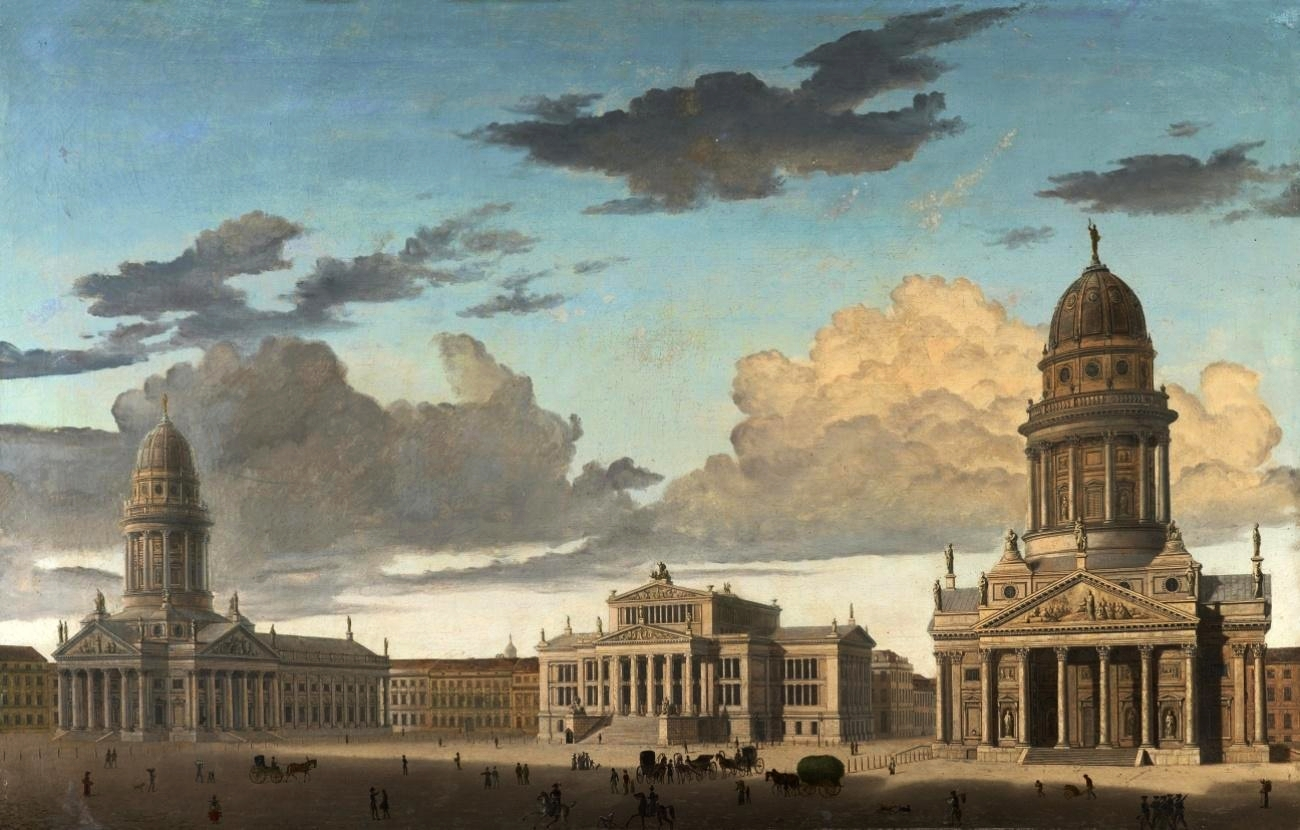
Gendarmenmarkt Berlin, 1822
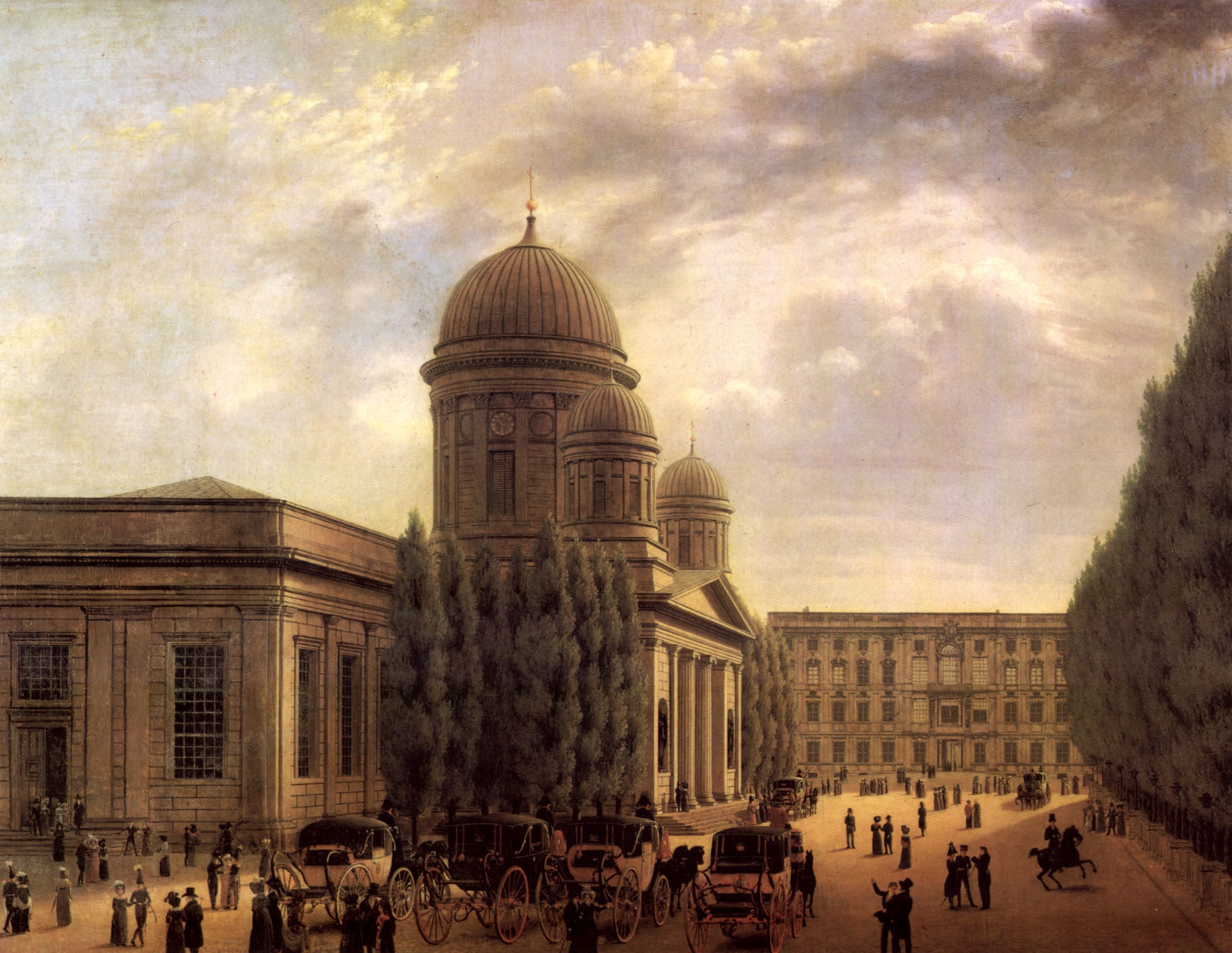
Berliner Dom, 1825
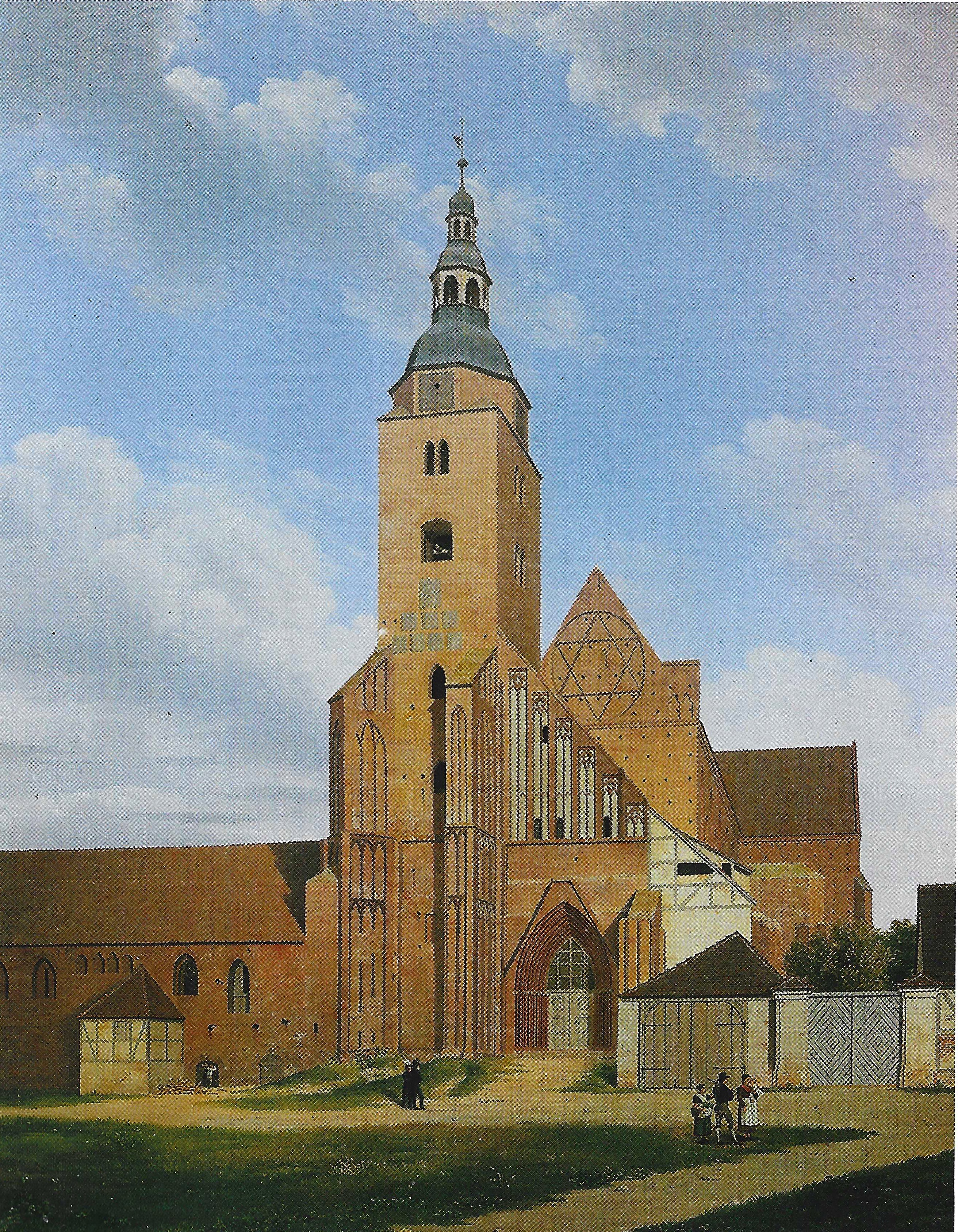
Dom zu Brandenburg, 1828